# Pont MacKenzie
Le pont MacKenzie est un pont routier situé en Estrie qui relie la ville de Richmond au secteur de Melbourne en enjambant la rivière Saint-François.

## Description
Le pont est emprunté par la rue Bridge. Il comporte deux voies de circulation, soit une voie par direction. Environ 4500 véhicules empruntent le pont quotidiennement.